# ألين ستيري
ألين ستيري (بالإنجليزية: Allen Steere)‏
ألين كارديرزستيري: هو أستاذ (بروفيسور) أمراض الروماتيزم في جامعة هارفارد وعمل قبل ذلك  في جامعة تافتس، وجامعة ييل وكان ستيري ومعلمه ستيفن مالاوبستا في جامعة ييل الفضل في اكتشاف  وتسمية مرض   (لايم), وقد نشر ما يقارب 300ٍ مقالةً  علميةَ حول مرض (لايم).  من خلال أكثر من 40 سنةً من الدراسات حول هذه  العدوى. وخلال حفل هارتفاند كونيتيكن 1998   أعلن الحاكم جون ج رولاند أن يوم 24 ديسمبر أنه يوم الين ستيري.

## السيرة الشخصيية
التحق ستيري بكلية الطب في كلية كولومبيا للاطباء والجراحين، وتخرج سنة 1969 . بعد فترة التدريب والإقامة أمض عامين في خدمة الاستخبارات الوبائية بمراكز السيطرة على الامراض بمراكز (أتلانتا) وتم ارساله في جميع انحاء المدينة لتقيم تفشي المرض. في عام 1975 بعد أربعة أشهر من أمراض الروما تزم في جامعة ييل، عَلم بمجموعة من الأطفال الذي يعتقد بأنهم مصابون بالتهاب مفاصل الروماتزم في لايم (كونيتيكت) عندها اقترح تقييم مجموعات الحلات ان كان هذا المرض ينتقل عن طريق القرار ونوعاً غير معروف سابقاً في التهاب المفاصل. من 1977 إلى 1987 كان ستيري عضواً في هيئة التدريس في قسم أمراض الروماتزم في جامعة ييل ومن 1988 إلى 2002 كان رئيساً لقسم أمراض الروماتزم في المركز الطبي لجامعة تافتس. منذ 2003 كان عضوا في هيئة التدريس بقسم أمراض الروماتزم في «مستشفى ماسا تشوستس» العام وأستاذ في الطب في كلية الطب لجامعة هارفارد. كان مرض لايم محوراً رئيسياً طول حياته المهنية من وصف المرض إلى تطوير الختبارات التشخيصية، وأختبار أنظمة العلاج وتحديد الاليات المسببة للامراض وتقييم القاح الأول للوقاية من العدوى. 

## بحوث مرض لايم
في عام 1975 , تلقت وزارة الصحة بولاية كونيتيكت شكاوي من بولي مواري، وهي أم تعيش في بلدة لايم الصغيرة بولاية كونيتيكت. تم تشخيص اصابة اثنين من اطفالها بالتهاب المفاصل الروماتويدي اليافع، لكنها كانت على علم باشخاص اخرين يعانون من أعراض مشابهة.
اتصل ديفيدر سيندمان، وهو ضابط استخبارات وبائي تم تكليفه بقسم الصحة بولاية كونيتيكت، بألين ستيري الذي كتن يدرس أمراض الروماتيزم في جامعة ييل، بعد أن قام بأجراء تحقيق أولي واعتقد ان هناك بعض الاعراض المعقدة التي تستحق التحقيق. كان يعرف ألين ستيري منذ كانا معاً في أتلانتا في العام السابق في مراكز السيطرة على الامراض)CDC) عندمت كان كلاهما في خدمة الاستخبارات الوبائية _ثم إنشاء برتامج (CDC) في الخمسينات لتتبع الاوبئة في جميع انحاء العالم. 
التقى ستيري مع السيدة مواري التي اعطته قائمة بالاطفال الذين شاركو بمجموعة من الامراض. اتصل ستيري بكل عائلة مصابة، يمثل 39 طفلا ووجد اثنين عشر بالغاً اضافياً يعانون مما كان يعتقد انه التهاب المفاصل الروماتودي الاحدث. تذكر حوالي ربع الاشخاص الذين قابلهم ستيري انهم اصيبو بطفح جلدي غريب ومنتشر (حمامي) قبل أن يعانون من أي أعراض أخرى. حيث أن طبيب أروبي كان يزور ييل فب ذلك الوقت، واشار انا الطفح الجلدي المتكرر في شمال أوروبا ومن المعروف أنه مرتبط بدغات القرار ثم العثور على الطفح الجلدي في مكان ما على الجذع، مما يشير إلى ناقل زاحف بدلاً من ناقل طائر أو عنكبوت لكن بعض المرضى لا يتذكرون عضاتهم. في عام 1976 بدأ ستيري في اختبار الدم من ضحايا المرض لاجسام مضادة محدد ضد 38 من الامراض المنقولة بالقراد المعروفة و178 فيروسات أخرى تنتقل عن طريق المفصليات، لم ياتي أحد ايجابياً. عندما تم التطبيق الاوسع للمرض، ثم اكتشاف المزيد من الحالات في ولاية كونيتيكت والدول المجاورة والوسط الغربي العلوي. ثم علم ستيري عن عمل الطبيب الامراض الجلدية الوريدي آرفيد أفيليوس، الذي وصف في عام 1909 آفة متوسعة تشبه الحلقة وتبرهن أن سببها هي لدغة قرار. تم تسمية الطفح الجلدي الذي وصفه السويدي لاحقا الاحم الحمامي. وجدت الابحاث في أوروبا أن الحمامي الشقيقة والتهاب الجلد الدهني المزمن ضمور، وهو طفح جلدي آخر تسببه القراد في أوروبا، استجاب للبنسلين، مما يشير إلى أن السبب كان جرثومياًوليس فيروساً، رغم ذلك لا يمكن العثور على كائنات دقيقة في السوائل من مفاصل مرض لايم. أدى الاعتراف بأن المرض في الولايات المتحدة لديهم حمامي صداع نصفي إلى الاعتراف «التهاب المفاصل اللايمية» كان أحد مظاهر المرض المنقول بالقراد المعروف في أوروبا. تم العثور على المتلازمة لأول مرة في لايم ولايم القديم، وأطلق على ولاية كونيتكت اسم «التهاب مفاصل لايم» بعد ئلك مرض «لايم». في عام 1980 , بدأ ستيري وزملاؤه في اختبار أنظمة المضادات الحيوية لدى المرضى البالغين المصابين بمرض لايم. نشر ستيري لأول مرة عن الاعراض العصبية والقلبية التي شاركت في دراساته المبكرة عن مرض لايم في عام 1977 . نشر ستيري لأول مرة عملا حول المظاهر المزمنة للمرض في عام 1979 . عمل ستيري فيما بعد مع فرانك دريسلر، اعتمد مركز مكافحة الامراض والوقاية منها في وقت لاحق عملهم لتعريف حالة مراقبة مرض لايم. باستخدام مصل الدم في المقام الأول من مرض لايم الحادين في وقت مبكر، صاغ ستيري معايير التشخيص المصلي لتلطيخ الغربي، وهي تقنية تحدد الاجسام المضادة في المصل الموجه ضد المستضد الاجنبي في هذه الحالة.

## العامل المسبب لمرض لايم
بحلول منتصف التسعينات، شاهد ستيري قبول مرض لايم وهو يحظى بالقبول، لكنه قلق من ان مرض لايم قد أصبح تشخيصياً غير محدد يغطي الامراض التي تتراوح من متلازمت التعب المزمن (CFs) الألم العضلي الليفي إلى " hypochondria ". كان ستيري قلق من ان العديد من الاشخاص الذين ليس لديهم دليل على تلقي مرض لايم في الماضي أو الحاضر العلاج بالمضادات الحيوية، وخاصةً العلاجات التي تتجاوز بروتوكول المبادئ التوجيهية للعلاج الموصى به لمدة أربع اسابيع «كانوا يؤذون أكثر مما ينفعون». 
كتب ستيري وزملاؤه في دورية الجمعية الطبية الأمريكية () في عام 1993 أن مرض لايم أصبح «مشخصاً أكثر من الازم» ويعالج بشكل مفرط. أصبح هذا البيان نقطة تجمهر لما تسميه مجموعات المناصرة للجدل حول مرض لايم. في مواجهة بعض عناصر الرأي الطبي السائد، يدعي بعض الاطباء وجماعات الدفاع عن المرض أن مرض لايم يكمن أن يتطور إلى مرض مزمن يتطلب جرعات عالية من المضادات الحيوية على مدى فترات طويلة من الزمن. ولكن بغض النظر عن مألة المصطلحات فأن بعض الآراء الطبية السائدة تذهب إلى حد القول بأن بعض حالات مرض لايم يمكن أن تصبح «صبغة العلاج» إذا لم يتم تشخيصها بسرعة. 
على الرغم من أن مصطلح «لايم المزمن» قد استخدم من قبل ستيري وآخرون لتحديد المضاعفات المستمرة بعد مرض لايم الحاد أعادت العديد من منظمات الدفاع عن لايم ومجموعة من الاطباء المنشفين تسمى الجمعية الدولية للامراض الرتبطة بها (Ilads) المصطلح لوصف مجموعة واسعة من الاعراض، ومعظمها في المرض الذي ليس لديهم دليل على مرض لايم. 
قال ستيري وزملاؤه حتى المرضى الذين لديهم مصل ايجابي لعدوى «بوريليا» والذين يعانون من أمراض تشبه أمراض (CFS) أو آلالم العضلي الليفي، لن يساعدهم المزيد من المضادات الحيوية.
بروز ستيري، ودعمه لرأي الطبي القائل بان المرضى الذين يعانون من مرض «لايم المزمن» ليس لديهم في الغالب أي دليل فعلي على مرض لايم ولا يتم مساعدتهم من خلال دورات طويلة من المضادت الحيوية، مما أدى إلى استهدافه ومضايقته وتهديده بالقتل من قبل المرضى ومجموعات المناصرة غاضبه من رفضه التحقق من اعتقادهم من أنهم يعانون من مرض لايم المزمن.

## لقاح لايم
كرئيس لقسم أمراض الروماتيزم والمناعة في كلية تافتس للطب، قاد ستيري جهود البحث على Lymerix ، لقاح لايم الوقائي بواسطة SmithKline Beecham ، الذي أصبح الآن GlaxoSmithKline (GSK)، والذي ظهر لأول مرة في السوق في يناير 1999. استغرق البحث أربعة سنوات، امتدت عشر ولايات، وشارك فيها 11000 مريض و 31 عالمًا. [3] [24]
يعمل Lymerix على بروتين السطح الخارجي A (Osp-A) من Borrelia burgdorferi ، العامل المسبب لمرض لايم. يتسبب Osp-A في تكوين أجسام مضادة من جهاز المناعة في الجسم لمهاجمة هذا البروتين. تم إجراء الاختبارات السابقة للقاح في المقام الأول على التهاب المفاصل اللايم، وتم استبعاد المرضى الذين يعانون من مظاهر عصبية أو قلبية. [25] [26] [27]
أظهر اللقاح فعاليته بنسبة 78٪. [3] تم أخذ الدواء في ثلاث طلقات تدار على مدار عام. بقي بعض عدم اليقين بشأن سلامة اللقاح النهائي قبل نشره للجمهور، وخاصة للأشخاص الذين يعانون من ظروف معينة. عندما صدقت اللجنة الاستشارية الوطنية للقاحات من إدارة الغذاء والدواء (FDA) على الدواء في ديسمبر 1998، ألحق الأعضاء قائمة بالمخاوف بشأن التأثير طويل المدى للقاح. أصدرت إدارة الغذاء والدواء الأمريكية اللقاح لأسباب تتعلق بالصحة العامة، وأوصت بأن ينظر إليه الأشخاص الأكثر عرضة للخطر. قامت شركة GSK بإخراج الدواء من السوق في عام 2002 لأسباب تجارية، مشيرة إلى ضعف المبيعات (مع توقعات بتطعيم أقل من 10000 شخص في عام 2002)، وارتفاع سعر اللقاح، والحاجة إلى استبعاد الأطفال دون سن 15، [28] والحاجة إلى التعزيزات المتكررة. توقع خبير اللقاحات ستانلي بلوتكين أن الانسحاب يعني أنه لن يكون هناك لقاح آخر لمرض لايم.

## تعديل العمل الحالي
في السنوات الأخيرة، قاد ستيرى دراسات رائدة عن دور العوامل المعدية في تحفيز أمراض المناعة الذاتية، خاصة في المرضى الذين يعانون من التهاب المفاصل اللايمائي المضاد للمضادات الحيوية أو التهاب المفاصل الروماتويدي. يشبه كلا المرضين التهاب الغشاء الزليلي في المفاصل المصابة، وهو هدف استجابة مناعية غير مرغوب فيها. باستخدام نهج جديد من علم البروتينات والبحث الترجمي، تم تطويره مع كاثرين كوستيلو في جامعة بوسطن، حدد هو وزملاؤه أربعة مولدات ذاتية جديدة تستهدف الاستجابات المناعية في المرضى الذين يعانون من التهاب المفاصل اللايمية. [29] لقد طور خوارزمية لعلاج مثل هؤلاء المرضى: بعد العلاج بالمضادات الحيوية عن طريق الفم والوريد، يتم إعطاؤهم أدوية مثبطة للمناعة، مثل الميثوتريكسيت أو مثبطات TNF ، كما هو الحال في التهاب المفاصل الروماتويدي.]30]
يتم تمويل دراساته الحالية من قبل المعاهد الوطنية للصحة لاستكشاف المزيد من الكيفية التي تحفز بها عامل مرض لايم، بوريليا بورجدورفيري، الاستجابات المناعية المفرطة لدى الأفراد المعرضين وراثيًا المصابين بالتهاب المفاصل اللايمية بعد العدوى، والتي يمكن أن تؤدي إلى أمراض مشتركة مماثلة لتلك التي شوهدت في غيرها الأشكال الالتهابية المزمنة لالتهاب المفاصل مثل التهاب المفاصل الروماتويدي.31] ß من بين العديد من الجوائز.
يتم تمويل دراساته الحالية من قبل المعاهد الوطنية للصحة لاستكشاف المزيد من الكيفية التي تحفز بها عامل مرض لايم، بوريليا بورجدورفيري، الاستجابات المناعية المفرطة لدى الأفراد المعرضين وراثيًا المصابين بالتهاب المفاصل اللايمية بعد العدوى، والتي يمكن أن تؤدي إلى أمراض مشتركة مماثلة لتلك التي شوهدت في غيرها الأشكال الالتهابية المزمنة لالتهاب المفاصل مثل التهاب المفاصل الروماتويدي.31] ß من بين العديد من الجوائز حصل على جائزتين من المعاهد الوطنية للصحة، واحدة في عام 1988 لاكتشافه ستيري مرض لايم [32] وجائزة أستيوت كلينيك لعام 1999 «لملاحظة حدوث إكلينيكي غير عادي، ومن خلال التحقيق، وفتح طريق جديد مهم للبحث.» [ 33]
بناءً على خبرته في التهاب المفاصل اللايمية، يجري ستير الآن دراسات حول المناعة الذاتية التي يسببها العدوى في المرضى الذين يعانون من التهاب المفاصل الروماتويدي. مع زملائه أناليسا بيانتا وإليز دروين، أبلغ عن وجود صلة بين الاستجابات المناعية للكائنات الدقيقة المتداخلة في الميكروبات المعوية، بريفوتيللا كوبري، واثنان من المستضدات الذاتية الجديدة (البروتينات البشرية) التي يتم التعبير عنها بشكل كبير في مفاصل مرضى التهاب المفاصل الروماتويدي. أظهرت هذه الدراسات تقليدًا جزيئيًا بين هذه البروتينات الميكروبية والبشرية، وفي بعض الحالات، تم العثور على DNA Prevotella في المفاصل الملتهبة لدى المرضى، مما يشير إلى أن الكائن نفسه أو مكوناته قد يصل في بعض الأحيان إلى مفاصل مرضى التهاب المفاصل الروماتويدي. وقد تم تسليط الضوء على هذه النتائج، التي لها آثار على تشخيص وعلاج المرض في المستقبل، في المقالات الأخيرة في التهاب المفاصل والروماتيزم [34] ومجلة التحقيقات السريرية [35].

## تحرير الموسيقى
كان Steere يحب الموسيقى لسنوات عديدة وتخصص في الموسيقى في الكلية. خلال ذلك الوقت وأثناء وجوده في كلية الطب، درس الكمان مع إيفان جالاميان، الذي كان مدير دراسات الكمان في مدرسة Juilliard للموسيقى. قام بأداء حفلات الكمان مع ديفيد غارفي، الذي كان عازف البيانو لعازف السوبرانو العظيم، ليونتين برايس، كما أدى في نفس السلسلة الرباعية مع مبدع الكمان إيتزاك بيرلمان عندما كانا مراهقين في مدرسة ميدو ماونت للموسيقى [36]. تبقى الموسيقى جزءًا مهمًا من حياته.

## تحرير شخصي
تزوج Steere منذ 50 عامًا من Margaret Mercer Steere ، ولديهما أربعة أطفال كبار، ولديهم الآن أسرهم الخاصة.